# 倾国倾城
《倾国倾城》是1975年的香港电影，由李翰祥执导，邵氏兄弟制片并发行。續集為《瀛台泣血》。

## 剧情
光绪二十年（1894年），朝鲜发生东学党起义，日本政府以此为藉口欲攻打朝鲜并伺机侵占中国，对此翁同龢主张应战日本，李鸿章主张避战。此时慈禧虽已“还政”，但实际上仍大权在握，她用北洋水师的经费来修建颐和园以庆寿，其亲信李莲英亦时常干预朝政、贪赃枉法，李莲英因此被光绪帝多次训斥，但每次都有慈禧包庇。李莲英将小太监寇连材派到光绪处作密探，但李莲英没想到的是寇连材深知是非，忠于光绪，欲上条陈劝说慈禧……
甲午海战失败后，慈禧仍大兴土木庆祝六十寿辰，珍妃遭奸人陷害失宠。翁同龢等大臣忧心忡忡，请来恭亲王以“文宗遗诏”限制慈禧，慈禧佯称光绪害病，不便商议，遂贬退老臣，在光绪身边安置自己的亲信大臣。
光绪二十一年（1895年），李鸿章签订了丧权辱国的《马关条约》。

## 人物
- 卢燕 饰 慈禧太后
- 狄龙 饰 光緒皇帝
- 萧瑶 饰 珍妃
- 苗天 饰 李莲英
- 姜大卫 饰 寇连材
- 凌波 饰 隆裕皇后
- 恬妮 饰  李姐儿
- 陈萍 饰 瑾妃
- 沈劳 饰 王商
- 张瑛 饰 翁同龢
- 谷峰 饰  李鸿章
- 郝履仁 饰 恭亲王
- 李鹏飞 饰 醇亲王
- 杨志卿 饰 徐桐
- 王侠 饰 刚毅
- 姜南 饰 载漪
- 井淼 饰 荣禄
- 田青 饰 程月楼

## 获奖情况
| 年份   | 奖                   | 奖项                 | 结果 | 受奖者 |
| ------ | -------------------- | -------------------- | ---- | ------ |
| 1975年 | 第12届台湾电影金马奖 | 最佳女主角           | 獲獎 | 卢燕   |
| 1975年 | 第12届台湾电影金马奖 | 最佳彩色影片美术设计 | 獲獎 | 陈景森 |
| 1975年 | 第12届台湾电影金马奖 | 最佳剧情片           | 提名 | 李翰祥 |